# Baron Waqa
Baron Divavesi Waqa, né le 31 décembre 1959, est un homme d'État nauruan, président de la République du 11 juin 2013 au 27 août 2019. Durant ses six années à la tête de l'État, il est accusé avec son ministre de la Justice et numéro deux du gouvernement, David Adeang, d'une dérive autoritaire, réprimant l'opposition. Ayant perdu son siège de député aux élections législatives d'août 2019, il quitte le pouvoir.

## Biographie

### Études et débuts en politique
Après une licence en éducation à l'université du Pacifique Sud à Suva (Fidji), il obtient en 1993 un master en administration et politique d'éducation à l'université Monash à Clayton en Australie.
Député de la circonscription de Boe depuis les élections législatives de 2003, il siège sans étiquette comme ses collègues puisqu'il n'y a pas de partis politiques à Nauru.

### Ministre (2003, 2004-2007)
De juin à août 2003, il occupe une première fois les fonctions de ministre de l'Éducation sous le président Ludwig Scotty, jusqu'à ce que ce gouvernement éphémère soit démis par une motion de censure au Parlement. Il est membre de l'opposition sous la présidence de René Harris d'août 2003 à juin 2004 et critique la gestion qu'opère le gouvernement Harris de l'économie nauruane. Il est ensuite ministre de l'Éducation et de la Formation professionnelle, de la Jeunesse et des Travaux publics dans le nouveau gouvernement du président Ludwig Scotty, de juin 2004 à décembre 2007. Dans le cadre d'une crise économique, il décide, de concert avec le gouvernement, que le ministère de l'Éducation accorderait la priorité au financement de la formation des enseignants plutôt qu'à la rénovation des locaux scolaires.
En 2005, il reconnait publiquement que « certains » des demandeurs d'asile (notamment afghans) détenus à Nauru pour le compte de l'Australie, dans le cadre de la solution du Pacifique introduite par le Premier ministre australien John Howard, « souffr[aient] réellement », ayant parfois été détenus pendant plus de trois ans dans l'attente du traitement de leurs dossiers par les autorités australiennes. Il exprime le souhait que ces personnes soient « bien traitées et que leurs dossiers soient examinés rapidement ».

### Chef de l'opposition (2010-2011, 2012-2013)
À l'issue des élections législatives de juin 2010, il devient chef de l'opposition au gouvernement de Marcus Stephen. En octobre, le gouvernement Stephen l'accuse, ainsi que les autres membres de l'opposition, d'avoir reçu des sommes d'argent de la part de la compagnie australienne Getax, acheteuse de phosphate nauruan, la seule exportation conséquente du pays. Le gouvernement, appuyé par des officiels australiens, accuse notamment Getax d'avoir financé la campagne électorale de l'opposition, dans l'espoir qu'un nouveau gouvernement signerait un contrat de vente de phosphate très favorable à Getax - contrat que le gouvernement Stephen avait refusé de signer. Les autorités nauruanes demandent et obtiennent que la police fédérale australienne enquête sur les relations présumées entre Getax et l'opposition parlementaire nauruane dirigée par Waqa. Interrogé par le journal The Australian, Waqa ne veut ni confirmer, ni infirmer l'affirmation selon laquelle Getax aurait financé la campagne de l'opposition, mais déclare : « Getax a toujours aidé Nauru. […] Getax est déçue de la manière dont ce pays est gouverné ».
Le 10 novembre 2011, Marcus Stephen démissionne mais il n'y a pas de changement de majorité et Frederick Pitcher est élu à sa succession. Waqa estime que la majorité présidentielle est fragile et que Pitcher pourrait être renversé par l'opposition. Le 15 novembre, Sprent Dabwido, député de la majorité, rejoint l'opposition, permettant à celle-ci de destituer le gouvernement Pitcher par une motion de censure. La nouvelle majorité accorde la présidence de la République à Dabwido, qui nomme Waqa ministre de l'Éducation, de la Santé et des Sports dans son gouvernement. Le 11 juin 2012, toutefois, Dabwido limoge son propre gouvernement, l'accusant de ne pas soutenir ses projets de réforme constitutionnelle qui visent une plus grande stabilité politique. Il nomme un nouveau gouvernement composé de députés de l'opposition. Waqa devient l'une des figures principales de l'opposition à ce gouvernement.

### Président de la République (2013-2019)
Peu après les élections législatives du 8 juin 2013, il obtient le soutien d'une majorité de députés qui l'élisent à la présidence de la République le 11 juin par treize voix contre cinq pour Roland Kun. Le 13 juin, il se nomme ministre des Services publics, des Affaires étrangères et du Commerce extérieur, du Changement climatique, de la Police, et des Services d'urgence dans son propre gouvernement.
Le gouvernement Waqa a été vivement critiqué par l'opposition pour ses actions perçues comme une entrave à la liberté de la presse et à l'indépendance de la justice. Durant l'été 2013, le gouvernement interdit aux médias de diffuser une interview du député d'opposition Mathew Batsiua, concernant les émeutes qui viennent d'avoir lieu dans les centres de détention de demandeurs d'asile, détenus à Nauru pour le compte de l'Australie. Début janvier 2014, le gouvernement multiplie par quarante les frais pour les demandes de visa des journalistes étrangers, les portant à $A 8 000 (€ 5 200), non remboursables. L'opposition et les organisations internationales des droits de l'homme, telles que Human Rights Watch, accusent le gouvernement de vouloir dissimuler les conditions de vie dans ces centres de détention. En janvier 2014 également, le gouvernement Waqa expulse subitement le seul magistrat présent dans le pays, Peter Law (de nationalité australienne). Lorsque le juge en chef de Nauru, Geoffrey Eames (également de nationalité australienne) ordonne que Law soit autorisé à rester dans le pays, il se voit à son tour interdit de séjour. Eames dénonce une interférence politique dans le cours de la justice, puisque Law avait été sur le point de juger des demandeurs d'asile accusés d'émeute et de dégradation de leur centre de détention. L'opposition nauruane accuse le gouvernement Waqa de vouloir empêcher le fonctionnement de la justice après avoir muselé les médias locaux et empêché la venue de journalistes étrangers. Simultanément, la compagne australienne du député d'opposition Roland Kun, ancien candidat à la présidentielle face à Waqa, voit son permis de séjour subitement révoqué par les autorités. Quelques jours plus tard, la majorité parlementaire introduit une législation rétroactive permettant au gouvernement de déporter immédiatement et sans appel tout étranger présent dans le pays ; cette loi est alors appliquée à l'Australien Rod Henshaw, conseiller du gouvernement précédent, accusé lui aussi d'être trop proche de l'opposition. Le gouvernement a dès lors « le pouvoir absolu de déporter n'importe qui sans indiquer de raison et sans recours aux tribunaux »,. Le 12 mars, le juge en chef de Nauru, Geoffrey Eames, démissionne, accusant le gouvernement Waqa d'avoir violé la séparation des pouvoirs et l'indépendance de la justice.
Le 13 mai 2014, sur proposition du ministre de la Justice David Adeang, le Parlement vote la suspension de trois députés d'opposition (Kieren Keke, Roland Kun et Mathew Batsiua), au motif qu'ils ont critiqué le gouvernement auprès des médias étrangers, et auraient ainsi nui à la réputation internationale du pays. Kieren Keke répond en accusant la majorité parlementaire de vouloir faire taire toute critique, et de dérive vers une dictature.
Pour l'année 2014, Freedom House note un net déclin des libertés à Nauru sous la présidence de Baron Waqa. L'organisation classe Nauru parmi les dix pays au monde ayant le plus régressé en matière de liberté. En matière de liberté de la presse, Freedom House rétrograde le pays du statut de « libre » à celui de « partiellement libre », dénonçant « les efforts du gouvernement pour restreindre la couverture des événements politiques », ainsi que l'impossibilité pour les journalistes étrangers d'enquêter sur le centre de détention australien sur l'île, ou de parler aux détenus. 
En juin 2015, la Australian Broadcasting Corporation (ABC) révèle que Baron Waqa, David Adeang et plusieurs autres députés les soutenant auraient reçu entre eux plusieurs centaines de milliers de dollars australiens en pots-de-vin de la part de la compagnie australienne de commerce de phosphate Getax en 2009 et en 2010. Ces sommes étaient destinées à les aider dans leur conquête du pouvoir, afin qu'ils mettent en œuvre des politiques favorables à Getax. Dans un e-mail consulté par la ABC, Adeang promet d'œuvrer pour que Getax obtienne le plein contrôle sur les réserves de phosphate de Nauru, qui était alors considérées comme un bien public. Le 8 juin, la ABC diffuse un reportage avançant des preuves de corruption à l'encontre de Waqa et d'Adeang ; la police fédérale australienne ouvre une enquête à l'encontre de la compagnie Getax. C'est l'« affaire Getax ».
Le 16 juin 2015, plus de trois cents personnes manifestent à Nauru pour demander la levée de la suspension des cinq députés d'opposition, interdits d'entrée au Parlement depuis plus d'un an pour avoir critiqué le gouvernement. Le gouvernement décrit la manifestation comme une émeute, affirmant que les manifestants ont brisé des vitres du Parlement et blessé dix policiers en leur jetant des pierres. Le député d'opposition Mathew Batsiua est arrêté et placé en détention pour être entré dans l'enceinte du Parlement. Le député d'opposition Roland Kun, installé en Nouvelle-Zélande avec sa famille depuis sa suspension du Parlement, est présent à Nauru au moment de la manifestation mais n'y participe pas. Le lendemain néanmoins,  alors qu'il s'apprête à s'envoler vers la Nouvelle-Zélande pour rejoindre sa famille, le gouvernement Waqa révoque son passeport, lui interdisant de quitter Nauru. Les autorités lui reprochent un entretien qu'il a accordé aux médias australiens une semaine plus tôt. Le 19 juin, les députés d'opposition Squire Jeremiah et Sprent Dabwido sont arrêtés à leur tour pour avoir participé à la manifestation.
Fin juin, le gouvernement néo-zélandais, l'Union européenne et l'Union interparlementaire s'inquiètent publiquement de ces développements. Ils appellent le gouvernement nauruan à respecter la liberté d'expression, le droit des citoyens de s'informer, le droit de l'opposition parlementaire de fonctionner, ainsi que les normes internationales de droits de l'homme. Le 2 juillet la Chambre des représentants de Nouvelle-Zélande adopte à l'unanimité une motion introduite par le député vert Kennedy Graham exprimant leur « inquiétude » au sujet des actions du gouvernement nauruan : « soupçon d'interférence envers le pouvoir judiciaire, la suspension des députés d'opposition, l'annulation des passeports de députés d'opposition, et l'abrogation de droits civils et politiques ». En septembre, le gouvernement de Nouvelle-Zélande suspend son aide financière au secteur judiciaire de Nauru, en raison du non-respect des règles d'un État de droit par le gouvernement Waqa / Adeang.
Début mars 2016, le gouvernement Waqa interdit à tout citoyen d'Australie ou de Nouvelle-Zélande de visiter le pays, à moins d'une lettre d'un citoyen nauruan se portant garant de leur bonne conduite. La décision intervient alors que le gouvernement tente d'empêcher tout accès de journalistes étrangers ou d'organisations des droits de l'homme au centre de détention de migrants sur l'île.
Malgré ce contexte très controversé, son gouvernement accroît sa majorité absolue des sièges lors des élections législatives du 9 juillet 2016. Le 13 juillet, Waqa est réélu président de la République par les députés, par seize voix contre deux.
Le 11 juillet, Roland Kun, ancien député d'opposition interdit de sortie du territoire nauruan depuis un an pour avoir critiqué le gouvernement auprès de médias étrangers, parvient enfin à quitter Nauru, la Nouvelle-Zélande lui ayant accordé la citoyenneté néo-zélandaise et lui ayant fait parvenir un passeport. Il se présente à la dernière minute à l'aéroport international de Nauru, afin de ne pas être à nouveau débarqué de l'avion (comme il l'avait été en 2015), et rejoint ainsi sa famille en Nouvelle-Zélande.
Le 2 avril 2018, le gouvernement Waqa abroge le traité qui faisait de la Haute Cour d'Australie l'instance d'appel du système judiciaire nauruan. La décision est rétroactive au 13 mars, et prive les personnalités politiques d'opposition arrêtées pour manifestation en 2015 - les « Dix-Neuf de Nauru » - de possibilité d'appel. Début juin, le gouvernement fait adopter une loi qui punit de deux ans de prison et d'une lourde amende toute personne critiquant une décision de justice, ou publiant cette décision, ou critiquant tout participant à une affaire judiciaire (dont le gouvernement lorsqu'il est partie civile, par exemple), ou effectuant tout acte ou parole pouvant « scandaliser » l'autorité du système judiciaire. Sont exemptés de ces punitions les membres du gouvernement, qui demeurent donc libres de critiquer les tribunaux, et les députés (en vertu de leur immunité parlementaire). L'opposition dénonce une nouvelle loi destinée à la réduire au silence.

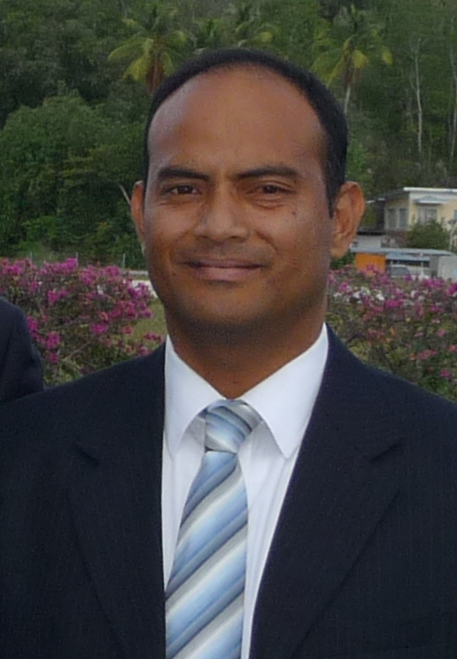
David Adeang, perçu comme le réel meneur du gouvernement de Baron Waqa, échoue à lui succéder à la présidence en 2019.

Le 13 septembre 2018, le juge Geoffrey Muecke met un terme au procès des dix-neuf personnes arrêtées en 2015 lors de la manifestation pour la démocratie, dont Mathew Batsiua, Sprent Dabwido et Squire Jeremiah. Le juge explique que le gouvernement a rendu impossible la tenue d'un procès équitable, le ministre de la Justice David Adeang ayant tenté d'empêcher les accusés d'avoir accès à un avocat, et ayant déclaré ouvertement que le gouvernement ferait le nécessaire pour qu'ils soient emprisonnés. Le juge note également que le gouvernement a fait pression sur les entreprises du pays pour que le accusés ne puissent pas trouver d'emploi. Geoffrey Muecke accuse David Adeang de s'être livré à « un affront honteux à l'État de droit ». En février 2019, Sprent Dabwido demande l'asile politique en Australie. Il affirme qu'outre la répression politique qu'il a subie, le gouvernement Waqa a tenté de l'empêcher d'obtenir des soins médicaux pour traiter son cancer.
Le 16 août 2019, le gouvernement de Baron Wawa notifie le gouvernement israélien de sa décision de reconnaître l'entièreté de Jérusalem comme capitale de l'État d'Israël. Cette décision est condamnée par l'Autorité palestinienne, qui dénonce une violation par Nauru de la résolution 478 du Conseil de sécurité des Nations unies,. Le gouvernement israélien de Benyamin Netanyahou fournit une aide au développement à Nauru et à d'autres pays en développement, avec l'objectif avoué de les « encourager » à soutenir Israël sur la scène internationale.
Aux élections législatives d'août 2019, Baron Waqa est battu dans sa circonscription de Boe, ce qui lui interdit de briguer un troisième mandat à la tête de l'État. Les commentateurs avaient noté que David Adeang semblait chercher à l'évincer, en soutenant le secrétaire du ministère des Finances, Martin Hunt, dans cette circonscription. Martin Hunt remporte en effet l'un des deux sièges de la circonscription, aux côtés du député sortant Asterio Appi,. David Adeang brigue effectivement la présidence de la République, mais le Parlement réuni le 27 août lui préfère Lionel Aingimea, député et ministre adjoint au gouvernement sortant, par douze voix contre six.
Baron Waqa échoue à nouveau à retrouver un siège au Parlement aux élections de 2022.

### Carrière ultérieure
Les États membres du Forum des Îles du Pacifique s'étant entendus pour que les États micronésiens choisissent entre eux le prochain secrétaire général du Forum, ces cinq États (Kiribati, États fédérés de Micronésie, îles Marshall, Nauru, Palaos) choisissent en février 2023 Baron Waqa. Lors du sommet du Forum en novembre 2023, la Première ministre des Samoa, Fiame Naomi Mata'afa, soulève ses inquiétudes quant à ce choix, rappelant les atteintes commises par le président Waqa contre l'indépendance de la justice, l'État de droit et les droits de l'homme à Nauru, ainsi que les soupçons de corruption qui pèsent sur lui. Elle demande que soit rediscutée l'attribution du poste de secrétaire général du Forum. En réaction, le président de Nauru, David Adeang, ancien bras droit de Baron Waqa, quitte le sommet avec la délégation de son pays, pour protester,,.
Les présidents des États micronésiens ayant réaffirmé leur soutien à Baron Waqa, le Forum entérine son élection le 10 novembre. Il entre en fonction comme secrétaire général le 4 juin 2024.